# Денешть (Марамуреш)
Денешть, Денешті (рум. Dănești) — село у повіті Марамуреш в Румунії. Входить до складу комуни Шишешть.
Село розташоване на відстані 398 км на північний захід від Бухареста, 12 км на південний схід від Бая-Маре, 94 км на північ від Клуж-Напоки.

## Населення
За даними перепису населення 2002 року у селі проживали 615 осіб, з них 613 осіб (99,7%) румунів. Рідною мовою 614 осіб (99,8%) назвали румунську.